# Colin Kapp
Colin Kapp (ur. 3 kwietnia 1928; zm. 3 sierpnia 2007) – brytyjski autor science-fiction.

## Życiorys
Z wykształcenia elektronik. Debiutował w 1958 roku opowiadaniem Life Plan.

## Twórczość

### CyklUwięziony świat
1. W poszukiwaniu słońca (Search for the sun!, 1982)
2. The Lost worlds of Cronus (1982)
3. The Tyrant of Hades (1984)
4. Star Search (1984)

### CyklChaos
- Formy Chaosu (The Patterns of Chaos, 1972, zamieszczone w czasopiśmie "Fantastyka")
- Broń Chaosu (The Chaos Weapon, 1977, zamieszczone w czasopiśmie "Fantastyka")

### Inne powieści
- The Dark Mind
- Manalone
- The Wizard of Anharitte

### Opowiadania

#### CyklUnorthodox Engineers
- The Railways Up on Cannis (1959)
- The Subways of Tazoo (1964)
- The Pen and the Dark (1966)
- Getaway from Getawehi (1969)
- The Black Hole of Negrav (1975)

Zebrane w zbiorze The Unorthodox Engineers (1979)

#### Inne
- Survival Problem (1959)
- Breaking Point (1959)
- Lambda I (1962)
- The Night-Flame (1964)
- Hunger Over Sweet Waters (1965)
- The Imagination Trap (1967)
- Ambassador to Verdammt (1967)
- I Bring You Hands (1968)
- The Cloudbuilders (1968)
- The Teacher (1969)
- Gottlos (1969)
- Letter from an Unknown Genius (1971)
- Which Way Do I Go For Jericho? (1972)
- What the Thunder Said (1972)
- The Old King's Answers (1973)
- Crimescan (1973)
- War of the Wastelife (1974)
- Mephisto and the Ion Explorer (1974)
- Cassius and the Mind-Jaunt (1975)
- Something in the City (1984)
- An Alternative to Salt (1986)